# El Aquelarre
O quadro El Aquelarre, ou El Gran Cabrón ("O grande Bode") é uma do conjunto das pinturas a óleo chamadas Pinturas Negras com as quais Francisco de Goya decorou os muros da sua casa, chamada a Quinta del Sordo. A série foi pintada entre 1819 e 1823.
Esta obra, junto com o restante das "Pinturas Negras" foi trasladada de reboco para tela em 1874-1875 por Salvador Martínez Cubells, por encomenda de Émile d'Erlanger, um banqueiro francês, de origem alemã, que tinha intenção de vendê-las na Exposição Universal de Paris de 1878. Contudo, as obras não atraíram compradores, e ele próprio as doou, em 1881, ao Museu do Prado, onde atualmente se expõem.

## Análise do quadro

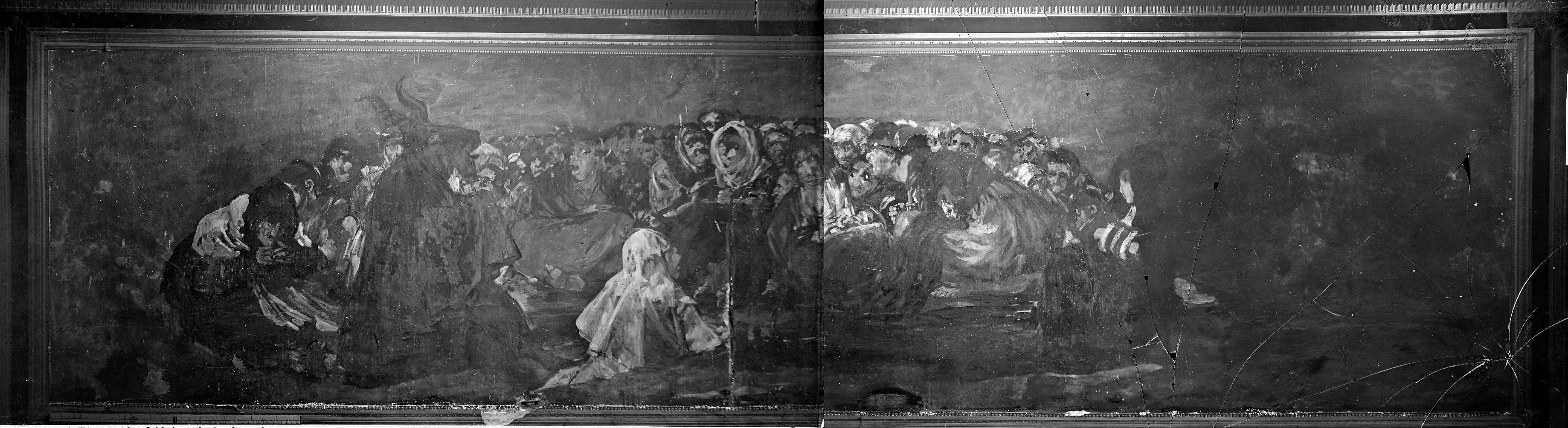
Fotografia do Aquelarre (1874) de J. Laurent (1816-1886) que testemunha o seu estado na situação original na Quinta del Sordo, na qual se apreça à direita o fragmento que não se conserva atualmente.

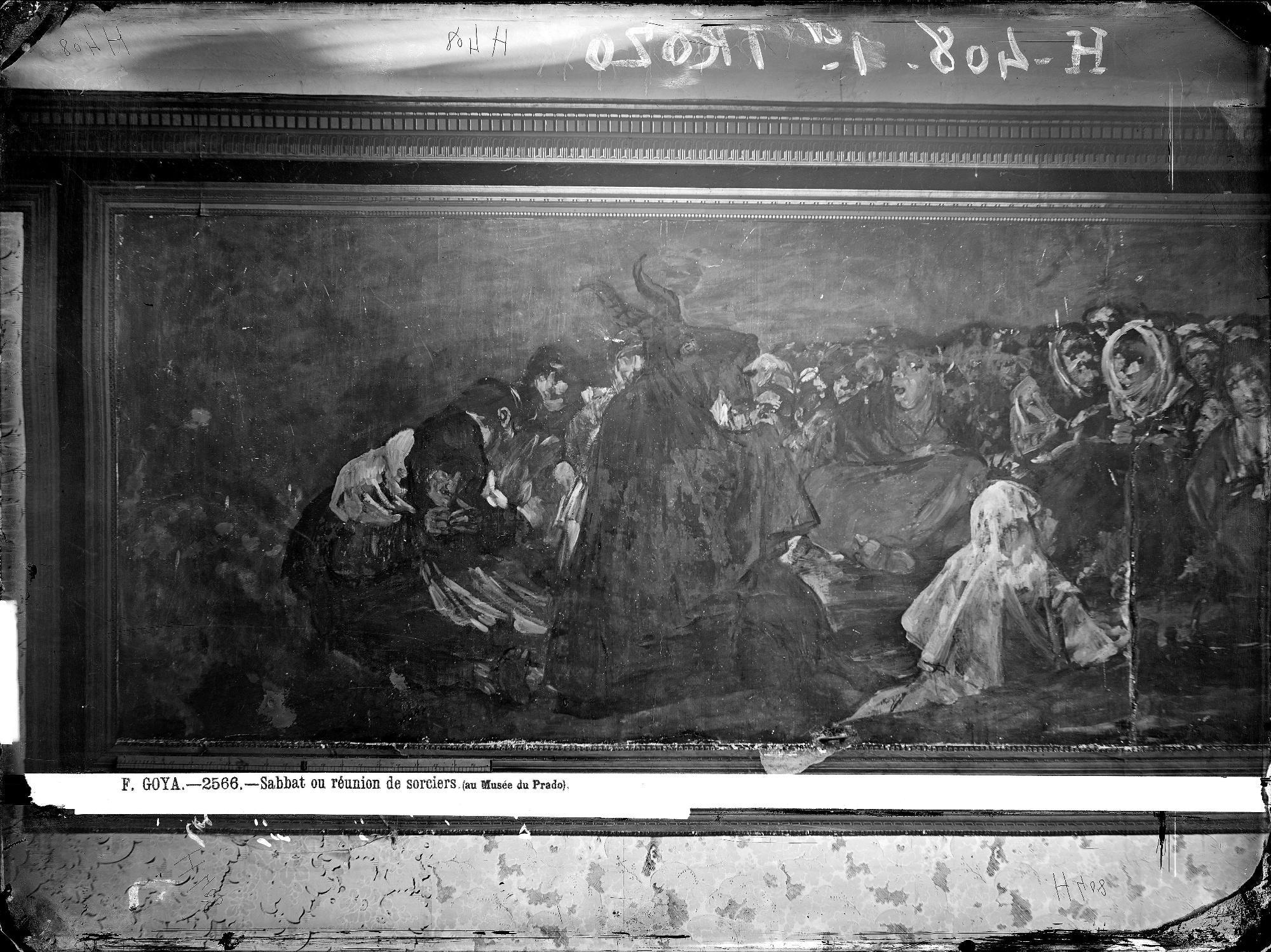
Detalhe em 1874. O sinal que indica "Museo del Prado" foi adicionada ao negativo sobre o ano de 1890, pelos sucessores de Laurent.

Esta pintura decorava o lado Sul do piso térreo da casa de Goya (a Quinta del Sordo). Após o seu traslado, a tela perdeu parte do seu comprimento pelo lado direito, a partir da mulher sentada na cadeira, pelo qual o eixo de simetria ficou deslocado respeito do original (o eixo de simetria que seria a mulher da saia preta e lenço branco, a cujos lados se mostram equidistantes as duas manchas pretas do bode ou Satanás e a mulher da cadeira). Assim, o grupo de bruxas fica descompensado num volume uniforme sem o espaço que ficava vazio à direita.
Era o Aquelarre o motivo central da sala, enchendo a tela inteira do lado Sul entre duas pequenas janelas. Defronte figurava um óleo de similar formato: "A romaria de Santo Isidro".
Os personagens principais (a mulher sentada na cadeira e o Cabrão) têm o rosto oculto. De acordo com a interpretação de Nigel Glendinning, o Cabrão (="bode"), que representa o demônio e tem a boca aberta, estaria dirigindo a palavra à jovem, que pelo jeito está sendo postulada para bruxa. O restante das figuras, além disso, olham para o Cabrão, pelo qual parecem escutar as suas palavras, exceto a que aparece de costas em primeiro término, com mantela de noviça, que olha para a jovem.
Todas as figuras têm aspeto grotesco e seus rostos são fortemente caricaturados, até ao ponto de animalizar os seus traços. Por outro lado, a paleta é, como em todas as pinturas negras, muito obscura, com abundante uso da cor negra. Algumas manchas de branco muito veladas transluzem sombras também obscuras, e o restante da gama vai dos amarelos e ocres até as terras vermelhas com alguma pincelada a manchas azuis.
A aplicação da pintura é muito solta, grossa e rápida, buscando uma contemplação afastada. Contudo, aparecem linhas mais finas que contorneiam as silhuetas. Todos estes traços dotam o conjunto de uma atmosfera de pesadelo, de ritual ou cerimônia satânica, como corresponde ao tema.
Este tema já fora tratado por Goya em 1797-1798, num quadro de pequenas dimensões que fazia parte de uma série destinada a decorar o palácio da finca de recreio do Duque de Osuna e cujo título era também El Aquelarre.